# Lago Apanás
El Lago Apanás es el primer lago artificial de Nicaragua creado en 1964 por la inundación del valle de Apanás con el caudal del río Tuma, Jigüina, Mancotal y San Gabriel. Se ubica a 6 km al norte de la ciudad de Jinotega con paisajes pintorescos, avistamiento de aves, islote El Conejo, pesca artesanal y deportiva, kayak. Tiene una superficie de 45.90 kilómetros cuadrados aproximadamente y cruzarlo de una orilla a otra se demora 1 hora.
Su propósito es el abastecimiento de agua para la planta hidroeléctrica "Centroamérica Power Plant" situada a unos cuantos kilómetros al suroeste, en la región de El Cacao. Esta es la principal generadora de energía para la red eléctrica nacional, representando el 35% aproximadamente.

## Toponimia
El origen del nombre Apanás, según el estudioso lingüista Alfonso Valle Candia se deriva de las voces "apano" "vadear" y "atl" - "agua" es decir, "Apan-atl" - "Vado".
"Apanás" se traduce como "vado de agua" o "caño de agua".

## Sitio RAMSAR
El Humedal Lago de Apanás y Lago El Dorado es un área protegida ubicada a 6 kilómetros de la ciudad de Jinotega y está bordeado por carreteras, lo que permite alcanzar fácilmente sus costas en muchos lugares. 
En 2001, "Lago de Apanás-Asturias" fue declarado como sitio RAMSAR (Humedal de importancia internacional), ya que es un refugio para la conservación de la flora y fauna silvestre, no solamente en Nicaragua sino que en Mesoamérica.

## Turismo de aventura
Las aguas del lago Apanás posibilitan que los visitantes nacionales y extranjeros disfruten de la experiencia en su navegación en turismo de aventura realizando actividades de pesca deportiva y competencias de botes de remos, así como la observación de aves al ser hábitat de una gran variedad de flora y fauna lacustre.